# Kungsleden AB
Kungsleden AB är ett svenskt fastighetsbolag. Sedan den 15 november 2021 är Kungsleden ett dotterbolag till Castellum. Per den 31 december 2021 ägde Kungsleden AB 208 fastigheter med ett sammanlagt bokfört värde på 47 258 Mkr. Ungefär 90 procent av fastigheterna finns i Stockholm, Göteborg, Malmö och Västerås. I december 2021 avnoterades Kungsledens aktier från Nasdaq Stockholm.   

## Historik
Företaget kom till under 90-talets bankkris och de statliga bolagen Retriva AB och Securum AB. När fastighetsbubblan sprack blev bankerna sittande med svällande fastighetsportföljer som de ville bli av med. 
Kungsleden föddes som en temporär krislösning för att förvalta förstatligade Gota Bank AB:s pantvårdsfastigheter. Gota Bank bildade dotterkoncernen Retriva med syfte att återvinna så mycket värden som möjligt från problemkrediter och övertagna panter. Kungsleden blev namnet på koncernens fastighetsbolag. Även dåvarande Nordbanken bildade ett pantvårdsbolag, Securum, med fastighetsbolaget Castellum. I en samordning mellan de två statligt ägda bankernas pantvårdsbolag skedde ett fastighetsbyte där förenklat kan sägas att "bra" fastigheter i Sveriges största orter med låg vakans och säkra kassaflöden lades i Castellums portfölj medan problemfastigheter och mer komplicerade innehav samlades i Kungsleden. Kungsledens bestånd kom att bestå av fastigheter i Sveriges mindre kommuner samt dåligt uthyrda fastigheter, tomter eller andra former av projektfastigheter i storstäderna. Planen var att Castellum skulle börsnoteras vilket skedde i två steg, först de norrländska fastigheterna i Norrporten, därefter hela återstående Castellum. Kungsledens uppdrag var däremot att avyttra portföljen så fort som möjligt till goda villkor. 
Under åren 1996 till 1997 hanterade bolaget över 500 fastighetsförsäljningar till externa parter omfattande över 800 fastigheter till ett sammanlagt värde av cirka 4,6 miljarder kronor. I december 1997 avyttrade den dåvarande huvudägaren, det statliga förvaltningsbolaget Agilia Holding AB, Kungsleden till ett antal institutionella investerare och ett par personer i ledningsgruppen. Med nya ägare började bolaget investera istället och förvärvade ett stort antal rörelsefastigheter av Föreningsbanken och SE-Banken. Därefter fortsatte expansionen genom en kombination av förvärv och försäljningar. Merparten av förvärven skedde utanför storstads- och universitetsorterna där konkurrensen om fina objekt var låg. Vid börsnoteringen 1999 ägde Kungsleden fastigheter för 5 miljarder kronor. Från noteringen är Kungsleden en av de mest framgångsrika fastighetsaktierna på börsen.
Samgående med Castellum
I augusti 2021 lade fastighetsbolaget Castellum ett offentligt uppköpserbjudande på Kungsleden AB med syfte att bolagen skall gå samman. Kungsleden avnoterades från Stockholmsbörsen den 3 december 2021. Kungsleden är sedan den november 2021 ett dotterbolag till Castellum.

## Organisation och strategi
Bolaget har historiskt varit transaktionsdrivet, men under 2013 ändrades strategin till att fokusera på att vara en långsiktig fastighetsförvaltare. I juni 2022 flyttade huvudkontoret till Hangövägen i Värtahamnen, Stockholm. 

## Verkställande direktörer
- Jens Engwall, 1993-2006
- Thomas Erséus, 2006- 2013
- Biljana Pehrsson, 2013- 2022
- Ylva Sarby Westman, 2022-